# 円座村
円座村（えんざむら）は、香川県香川郡にあった村。現在の高松市円座にあたる。

## 人口
| \| 1920年（大正9年） \| 3,049人 \| \| \| 1925年（大正14年） \| 3,227人 \| \| \| 1930年（昭和5年） \| 3,316人 \| \| \| 1935年（昭和10年） \| 3,427人 \| \| \| 1940年（昭和15年） \| 3,360人 \| \| \| 1947年（昭和22年） \| 4,819人 \| \| \| 1950年（昭和25年） \| 4,769人 \| \| \| 1955年（昭和30年） \| 4,549人 \| \| |         |  |
| 総務省統計局 / 国勢調査（1955年） |         |  |
| 1920年（大正9年） | 3,049人 |  |
| 1925年（大正14年） | 3,227人 |  |
| 1930年（昭和5年） | 3,316人 |  |
| 1935年（昭和10年） | 3,427人 |  |
| 1940年（昭和15年） | 3,360人 |  |
| 1947年（昭和22年） | 4,819人 |  |
| 1950年（昭和25年） | 4,769人 |  |
| 1955年（昭和30年） | 4,549人 |  |

## 歴史
- 1890年2月15日 - 町村制施行に伴い、香川郡円座村、山崎村（やまさきむら）が合併し、円座村が発足。
- 1956年9月30日 - 高松市に編入合併。同日付で円座村が廃止。